# تومي كوك (ممثل)
تومي كوك (بالإنجليزية: Tommy Cook)‏ مواليد 5 يوليو 1930 في دولوث، الولايات المتحدة، هو ممثل وكاتب سيناريو أمريكي بدأ مسيرته الفنية سنة 1937. امتدت مسيرته الفنية لأكثر من 46 عاما.

## الأعمال
- ذعر بالشوارع (1950)
- المعسكر 17 (1953)

## روابط خارجية
- تومي كوك على موقع IMDb (الإنجليزية)
- تومي كوك على موقع ديسكوغز (الإنجليزية)
- تومي كوك على موقع قاعدة بيانات الفيلم (الإنجليزية)